# Dick Cheney
Richard Bruce „Dick” Cheney (Lincoln, Nebraska, 1941. január 30. –) az Amerikai Egyesült Államok 46. alelnöke George W. Bush elnöksége alatt.
Korábban a Fehér Ház alelnöki hivatalának vezetője („Chief of Staff”), az amerikai képviselőház tagja Wyomingból és az ország védelmi minisztere volt.
A magánszférában a Halliburton energiavállalat elnöke és vezérigazgatója; amelynek ma is jelentős részvényese.
2002. június 29-én rövid ideig az elnöki hatalmat is birtokolta, mikor Bush elnököt egy orvosi vizsgálat során elaltatták.
Bár nevét gyakran ['tʃeɪni]-ként ejtik, maga az alelnök és családja a ['tʃi:ni] kiejtési változatot használja.

## Családi háttér
Cheney a nebraskai Lincolnban született, apja Richard Herbert Cheney, anyja Marjorie Lorraine Dickey.  A Calvert  általános iskolába járt mielőtt családja  a  wyomingi Casperba költözött, ahol a  Natrona County középiskolában tanult. 
Apja talajvédelmi felügyelőként dolgozott az USA mezőgazdasági minisztériumának.
Egy fiú- és egy lánytestvére van. 
A Yale egyetemen kezdett tanulni, de diplomáját a  University of Wyoming-on szerezte, ahol
politikai tudományokból B.A. és M.A.  fokozatot kapott.

### Cheney művei
- Professional Military Education: An Asset for Peace and Progress : A Report of the Crisis Study Group on Professional Military Education (Csis Report) 1997.  ISBN 0-89206-297-5
- Kings of the Hill: How Nine Powerful Men Changed the Course of American History 1996.  ISBN 0-8264-0230-5

### Könyvek Cheneyről
- Andrews, Elaine.  Dick Cheney: A Life Of Public Service. Millbrook Press, 2001.  ISBN 0-7613-2306-6
- Mann, James.  Rise of the Vulcans: The History of Bush's War Cabinet.  Viking, 2004.  ISBN 0-670-03299-9
- Nichols, John.  Dick: The Man Who is President.  New Press, 2004. ISBN 1-56584-840-3